# القوات الجوية الإمبراطورية الروسية
القوات الجوية الإمبراطورية الروسية (بالروسية: Императорскiй военно-воздушный флотъ) هي سلاح الجو في الإمبراطورية الروسية من 1910 إلى 1917 قبل أن تقوم الثورة الروسية وتصبح القوات الجوية السوفيتية.

## التاريخ
إن بدايات الطيران الروسي تعود إلى مشاريع نظرية في الثمانينيات من القرن التاسع عشر نفذها «نكولاي كيبالشيش» و«ألكسندر مزهايسكي». في 1904 أسس «نيكولاي زهوكوفسكي» أول معهد لديناميكا الهواء في العالم وكان يقع في «كاشينو» بجانب موسكو.
في 1910 اشترى الجيش الإمبراطوري الروسي عددا من الطائرات الفرنسية وبدأ يدرب عددًا من الطيارين العسكريين. ارتبط تاريخ الطيران الحربي في الإمبراطورية الروسية باسم إيجور سيكورسكي.
في عام 1913 بنى إيجور أول طائرة ذات سطحين بأربع محركات وهي روسكي فيتياز كما بنى طائرته القاذفة الشهيرة إيليا موروميتس. في نفس العام بنى ديميتري جريجوروفيتش عددا من «السفن الطائرة» للقوات البحرية الإمبراطورية الروسية. في عام 1914 قام الطيارين الروس باجراء أول رحلة في التاريخ فوق القطب الشمالي بحثا عن «جورجي سيدوف»، أحد المستكشفين المفقودين.

## التاريخ القتالي
في بداية الحرب العالمية الأولى كان لروسيا ثاني أكبر قوات جوية في العالم، بعد فرنسا على الرغم من أن كثيرا من الطائرات الروسية كانت طائرات فرنسية مستعملة. في بداية الحرب استخدم الروس الطيران في مهام الاستطلاع وتنسيق نيران المدفعية فقط، ولكن في ديسمبر 1914 تم تشكيل سرب من طائرات إيليا موروميتس وتم استخدامها ضد الجيوش الألمانية والنمساوية-المجرية.
من ضمن الطيارين الروس المشاهير «بيوتبر نيستيروف» والذي قام بأول هجوم انتحاري بالطائرات في العالم. أيضا من ابرز الطيارين «أليكساندر كازاكوف» وهو من أكثر الطيارين نجاحا وأستطاع إسقاط 32 طائرة معادية.

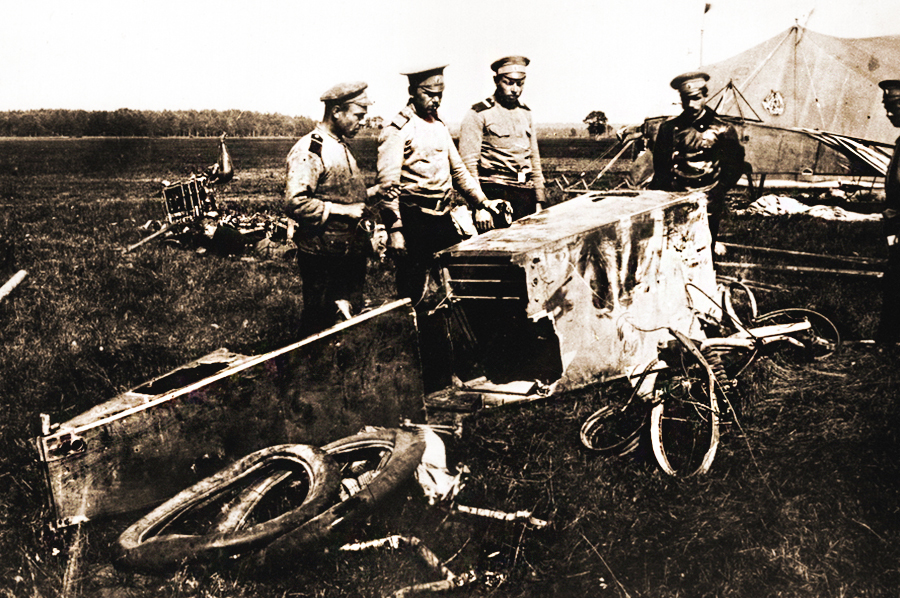
حطام طائرة نمساوية أسقطها "نيفسكي"

في عام 1915 أصبحت القوات الجوية سلاحا مستقلا بذاته بعد أن كانت من ضمن سلاح المهندسين في السابق. لكن مع استمرار الحرب وسوء الحالة الاقتصادية في روسيا وسلسلة من الانهزامات على الجبهة الشرقية، هبط إنتاج الطائرات في روسيا بشدة. فبين عامي 1914 و1917 أنتجت روسيا 5000 طائرة مقابل 45,000 طائرة لعدوتها اللدود ألمانيا.
في عام 1916 قام سيكورسكي ببناء طائرة ذات سطحين وبأربع محركات اسمها «أليكساندر نيفسكي» ولكن لم يتم إنتاجها فعليا بسبب الأحداث التي سبقت ولحقت الثورة الروسية ثم هجرة سيكورسكي إلى الولايات المتحدة عام 1919. بعد قيام الثورة في روسيا وقيام الاتحاد السوفيتي أصبح اسم القوات الجوية الروسية القوات الجوية السوفيتية.